# گفلستاک
گفلستاک (به لاتین: Gufelstock) یک کوه در سوئیس است که در کانتون گلاروس واقع شده‌است. گفلستاک ۲٬۴۳۶ متر بالاتر از سطح دریا واقع شده‌است.